# FMT Gruppe
Die FMT Gruppe war ein österreichischer Industrie-Konzern mit Sitz in Wels in Oberösterreich. 2015 wurde er nach Insolvenz von Christof Industries übernommen und in dessen Konzernstruktur integriert.

## Beschreibung
Die aus der 1980 von Heinz Josef Angerlehner gegründeten Ferro-Montagetechnik in Wels hervorgegangene Firmengruppe beschäftigte im Wirtschaftsjahr 2012/2013 800 Fachkräfte und erwirtschaftete im selben Zeitraum mit Industriemontagen eine Betriebsleistung in Höhe von mehr als 130 Millionen Euro.
Standorte der Unternehmensgruppe befanden sich in Österreich, Deutschland, Bulgarien, Slowenien, Kroatien, Serbien, Russland und Südafrika. Repräsentanzen wurden in Großbritannien und in den USA unterhalten.
FMT war sowohl Anlagenmonteur als auch Dienstleister auf Baustellen. Ein Teil des Geschäftes entfiel auf den Service- und Instandhaltungsbereich.
Das Unternehmen war in den Geschäftsfeldern Energie und Umwelt, Papier und Zellstoff, Steine, Erden und Zement, Holz- und Faserplatten, Stahl und Metallurgie sowie Lager- und Fördersysteme tätig und erbrachte Leistungen in den Bereichen Projekt- und Baustellenmanagement, Planung und Engineering, Maschinen- und Anlagenbau, Rohrleitungsbau, Mechanische und elektronische Montage, Elektrotechnik und Automation, Anlagenservice, Ersatzteilservice und -fertigung, Modernisierung von Kraftwerksanlagen und Anlagenübersiedlung.

## Firmengeschichte
Nach der Gründung der Ferro-Montagetechnik 1980 in Wels durch Heinz Josef Angerlehner übersiedelte das Unternehmen 1989 in eine neu errichtete Firmenzentrale in Thalheim bei Wels, die im Jahr 2000 erweitert wurde.
Nach dem 2002 erfolgten Erwerb der AE Industrieservice mit Standorten in Graz und Wien kam es 2003 zur Gründung der FMT Industrieholding, die seither die Konzernspitze bildet.
2007 zog sich der Gründer und Mehrheitseigentümer Heinz Josef Angerlehner aus der operativen Geschäftsführung zurück und übernahm den Vorsitz im Aufsichtsrat.
Mit der Etablierung von Repräsentanzen 2009 in Greenville (USA) und in Camberley (Großbritannien) wurde die Internationalisierung der Firmengruppe begonnen und mit weiteren Standortgründungen 2011 in Varna (Bulgarien) und in Moskau (Russland), sowie 2012 in Johannesburg (Südafrika) fortgesetzt.
2013 wurde der Konzern durch die Übernahme und Gründung der Doubrava Industrieanlagenbau in Atzbach ergänzt.
2010 wurde Heinz Michael Angerlehner, der Sohn des Firmengründers, neben Herbert Säumel als weiterer Geschäftsführer des Unternehmens bestellt. Im selben Jahr wurde der Unternehmenssitz in die neu errichtete Firmenzentrale wieder nach Wels verlegt.
Auf dem Areal der ehemaligen Firmenzentrale in Thalheim bei Wels entstand ab 2013 ein Museumsgebäude, das seit der Eröffnung im September 2013 dem Museum Angerlehner dient. In diesem Zusammenhang wurde auch ein Steg über die Traun errichtet, der das Museumsgelände in Thalheim mit dem Messegelände am linken Ufer und damit für Fußgänger und Radfahrer attraktiv mit dem Zentrum der Stadt Wels verbindet.
Am 23. September 2015 haben vier Gesellschaften der Gruppe wegen mangelnder Liquidität bei Gericht Insolvenz angemeldet. Das Privatmuseum ist nicht betroffen.